# سعيد الصالح
سعيد الصالح (4 اغسطس 1948 -)، ممثل مصري.
يقوم بأداء الأدوار الثانوية في الأعمال الفنية من أهم الأعمال التي شارك بها مسلسلات سارة ولحظات حرجة ومن الأفلام عمارة يعقوبيان، اللعب مع الكبار، محامى خلع ومسرحية اليوم المفقود.

## روابط خارجية
- سعيد الصالح على موقع IMDb (الإنجليزية)
- سعيد الصالح على موقع الدهليز
- سعيد الصالح على موقع قاعدة بيانات الأفلام العربية